# Душанбинський тролейбус
Душанбинський тролейбус — діюча у столиці Таджикистану місті Душанбе тролейбусна система. Зараз налічується близько 8 маршрутів та 2 депо.
Обслуговуючою тролейбусну мережу організацією є комунальне державне Пасажирське Унітарне Підприємство «Душанбенаклиётхадамотрасон».

## З історії
Розвиток електричного транспорту в Душанбе був започатковий у середині 1950-х років, коли відповідно до рішення № 106 виконкому Сталінабадської міськради від 6 квітня 1955 року в місті було зорганізовано тролейбусне управління. І вже 1 травня 1955 року головною магістраллю республіки — проспектом Леніна в урочистій обстановці вирушили в рейс перші міські тролейбуси, вироблені на Енгельсському тролейбусному заводі імені Урицького — моделі МТБ-82Д. Перший маршрут становив лише 11 км і пролягав від  селища Сєвєрний до проспекту Леніна (нині проспект Рудакі) до залізничного вокзалу.
У 1957 році було відкрито лінію № 2, а 1958-го — № 3. Із введенням в експлуатацію 2-го тролейбусного парку 1967 року довжина контактної мережі зросла до 49 км, а число маршрутів збільшилося до 9, кількість машин на мершрутах — до 65 одиниць, а число робітників сягнуло 700 осіб.
Із розпадом СРСР та перебоями у поставках нафтопродуктів, що періодично мали місце у 1990-х роках міський транспорт Душанбе зазнав значних проблем. Так, автобусний парк узагалі припинив існування, і тому до появи на душанбинських вулицях маршрутних таксі навантаження на пасажироперевезення лягло на тролейбус. У період браку рухомого складу був задіяний увесь наявний електричний транспорт, включаючи й вантажні тролейбуси КТГ-1 виробництва Київського заводу електротранспорту.
Чисельність тролейбусів, що перебували в експлуатації, наприкінці 1980-х років досягло 250 одиниць моделі ЗіУ-682, а вже наприкінці 1990-х — 45-50 машин, скорочувалась і маршрутна сітка.
За роки незалежності Таджикистан придбав 27 одиниць тролейбусів, при нормативному терміні амортизації тролейбусів 10 років. Намагання підтримати наявний рухомий склад змусили в середині 1990-х відправити партію тролейбусів на капітальний ремонт до Казахстану на Алма-Атинський ремонтний трамвайно-тролейбусний завод, але через брак фінансування їх так ніколи і не відремонтували, та й грошей на «повернення» машин назад до Душанбе теж не знайшлось.
Для розв'язання проблеми оновлення тролейбусного парку Душанбе влітку 2000 року на територію 1-го тролейбусного парку на проспекті Рудакі надійшли автобусні кузови Ікарус-260 та Ікарус-280, що призначалися для переобладнання під тролейбуси. Робота з проектування й розміщення силового обладнання була доручена провідному електрику тролейбусного парку Н.Х. Салахітдінову. Бригада слюсарів і електриків на чолі з ним впоралася із завданням — 6 з'єднаних тролейбусів упродовж 2001—2 років вийшли на маршрути.
9 вересня 2004 року мер Душанбе Махмадсаїд Убайдуллаєв і генеральний директор російського ВАТ «Тролза-Маркет» Павло Берлін підписали контракт про закупку 100 нових тролейбусів для задоволення потреб душанбинького міського транспорту. Перші поставки нових тролейбусів розпочалися влітку-восени 2005 року, а остання, сота машина надійшла у квітні 2006 року. Із введенням в експлуатацію нових машин старі, що відпрацювали своє, а також саморобки, почали списуватись.

## Маршрути

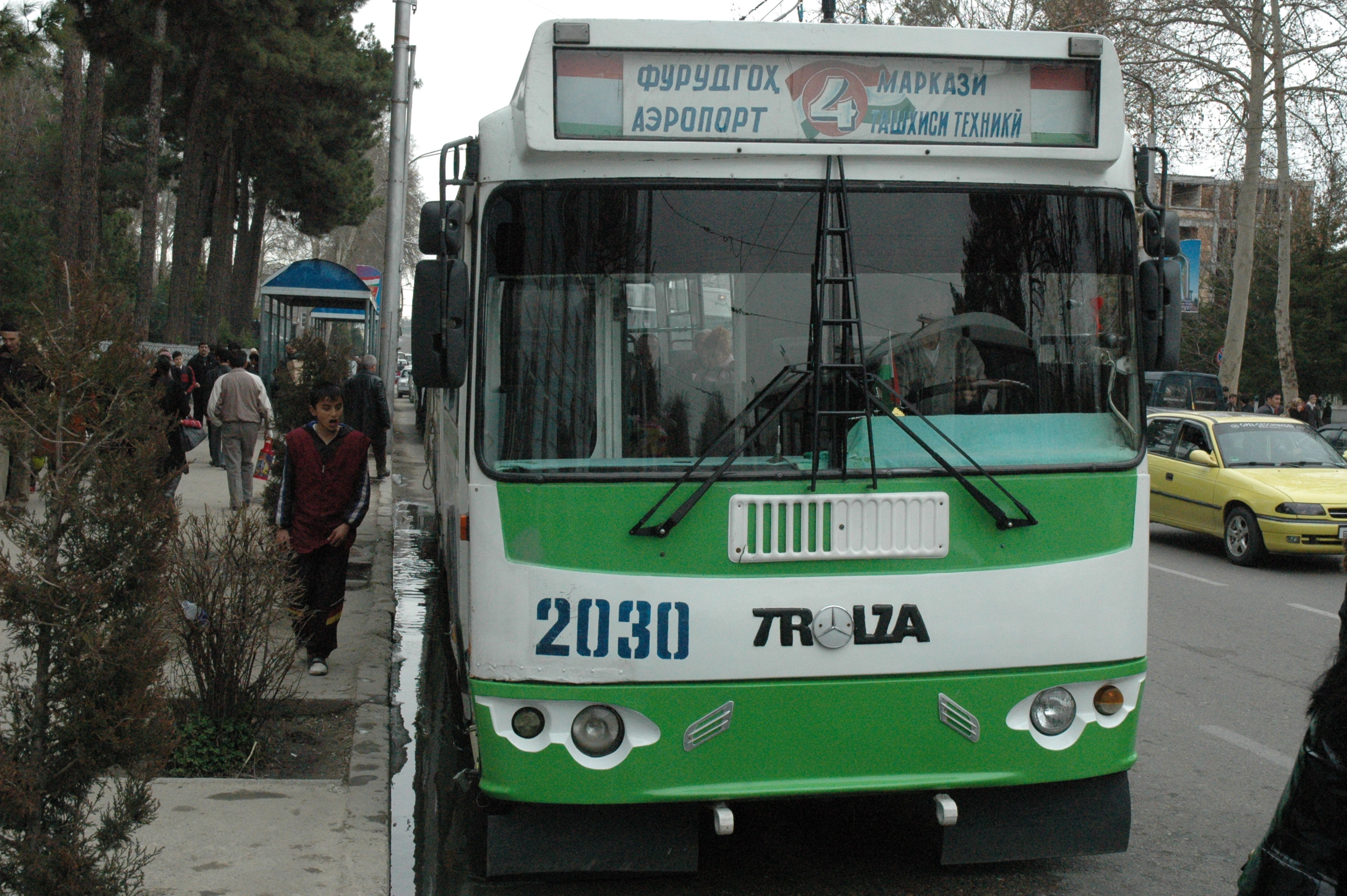
Тролза ЗіУ-682-016 на маршруті № 4

Станом на 2006 рік діяли 8 маршрутів душанбинського тролейбусу: №№ 1, 2, 4, 5, 8, 10, 12 і 14.

## Рухомий склад
Рухомий склад:
- ЗіУ-682Г-016 (012) П;
- ЗіУ-682Г-016;
- ЗіУ-682Г-016.02;
- ТролЗа-5264.01 «Столица»;
- ЗіУ-682Г-016 (018).

## Факти[4]

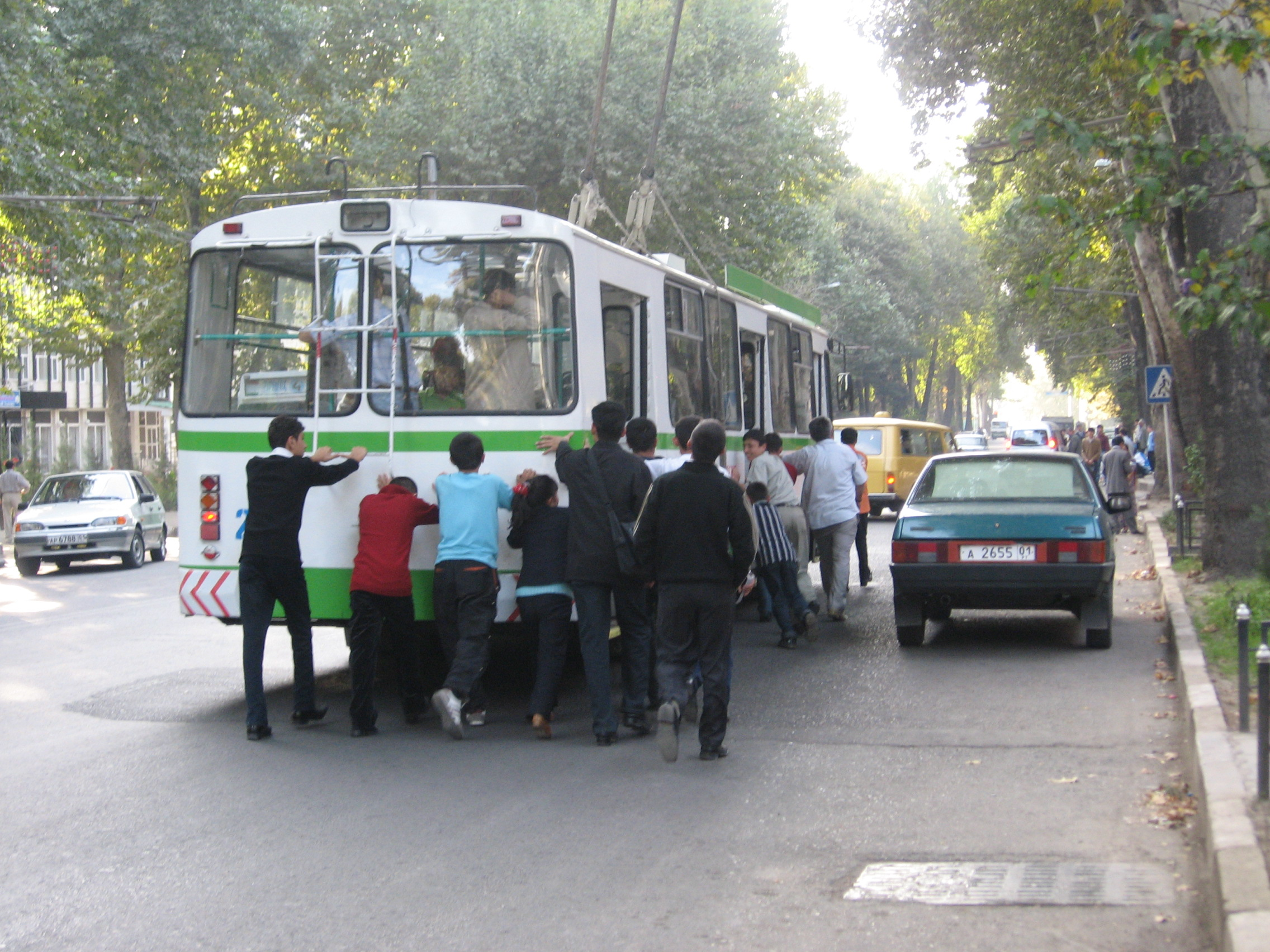
Душанбинці штовхають тролейбус

Душанбинський тролейбус має декілька прикметних рис свого функціонування, що стали вже традиційними у останні роки. В першу чергу, це стосується способу оплати за проїзд та методу проїжджання стрілок. Кожний тролейбус обслуговує екіпаж у складі 4-5 осіб, причому кожний має свою певну функцію. Біля кожного з трьох входів до машини перебуває по молодику, який здійснює збирання грошей за проїзд і дає сигнал водію про завершення посадки. Ще один «член команди» найчастіше пересувається на задніх сходах або й на даху тролейбуса. Через велику зношеність контактної мережі штанги тролейбуса сходять майже на всіх перехрестях, таким чином, роль особи на даху — чимдуж скоріше поставити штанги під дріт, аби тролейбус не спричинював корок на вулиці. Під час проїжджання великих майданів, де кількість хрестовин і стрілок є достатньо великою, водій тролейбуса ще на під'їзді до складної ділянки розгоняється до швидкості 60-70 км/год і, порушуючи всі можливі правила дорожнього руху, перетинає площу. При цьому чоловік на даху спускає і здіймає штанги у потрібний момент. Цей метод роботи тролейбуса притаманний, до речі, майже для всіх середньоазійських держав, де ще лишається в експлуатації тролейбус.
Всі душанбинські тролейбуси мають стандартне біло-зелене фарбування корпусів.

## Галерея

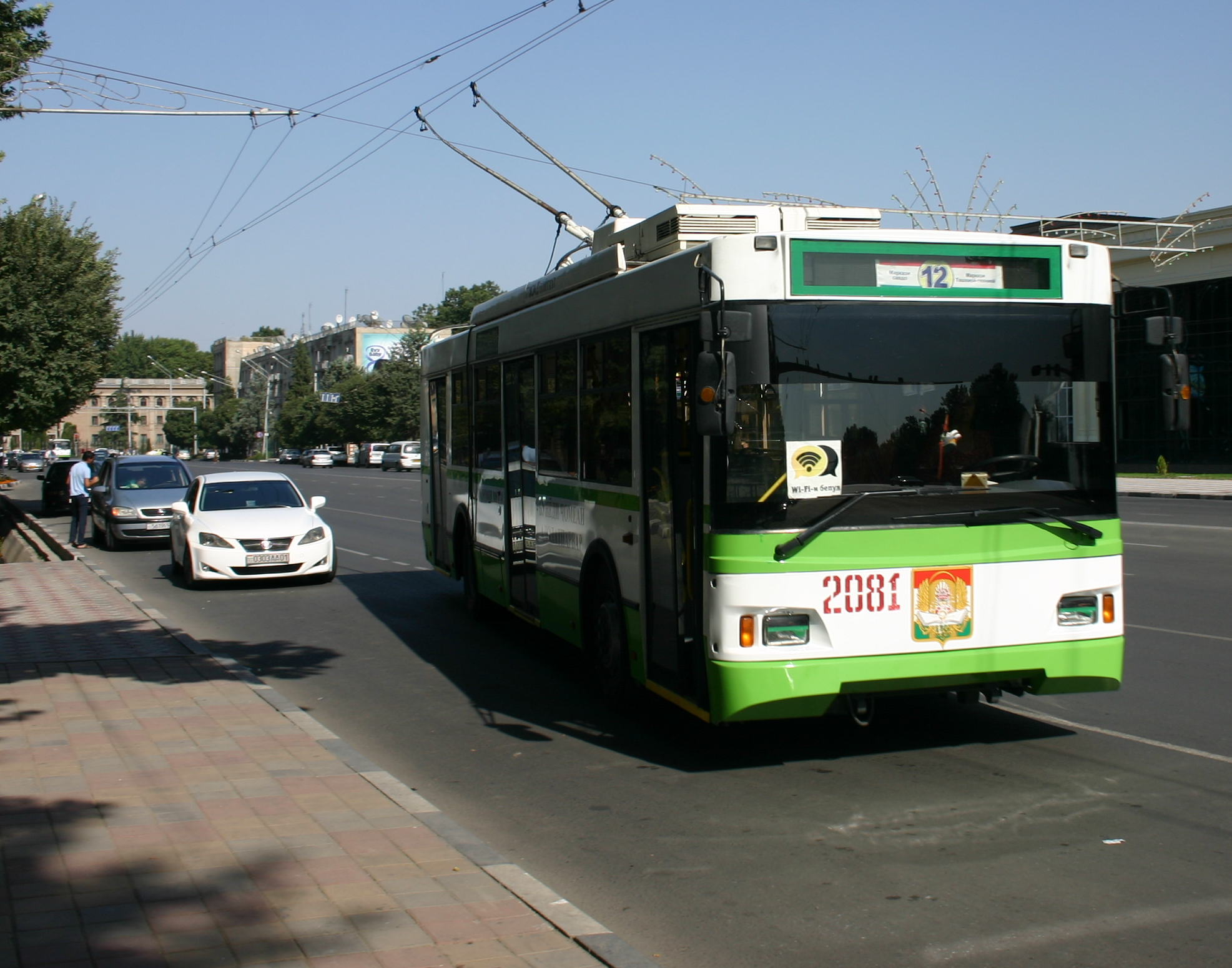
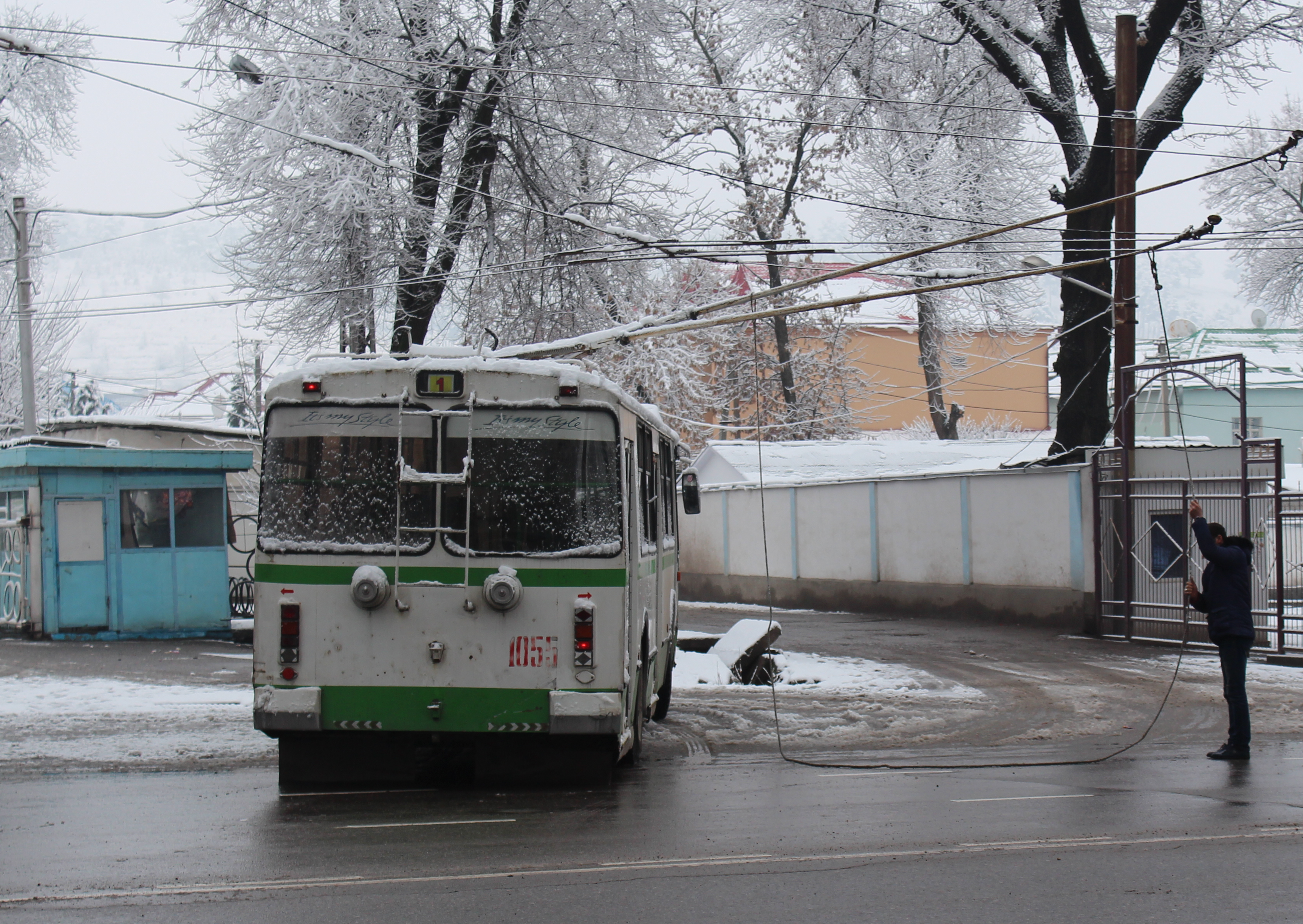
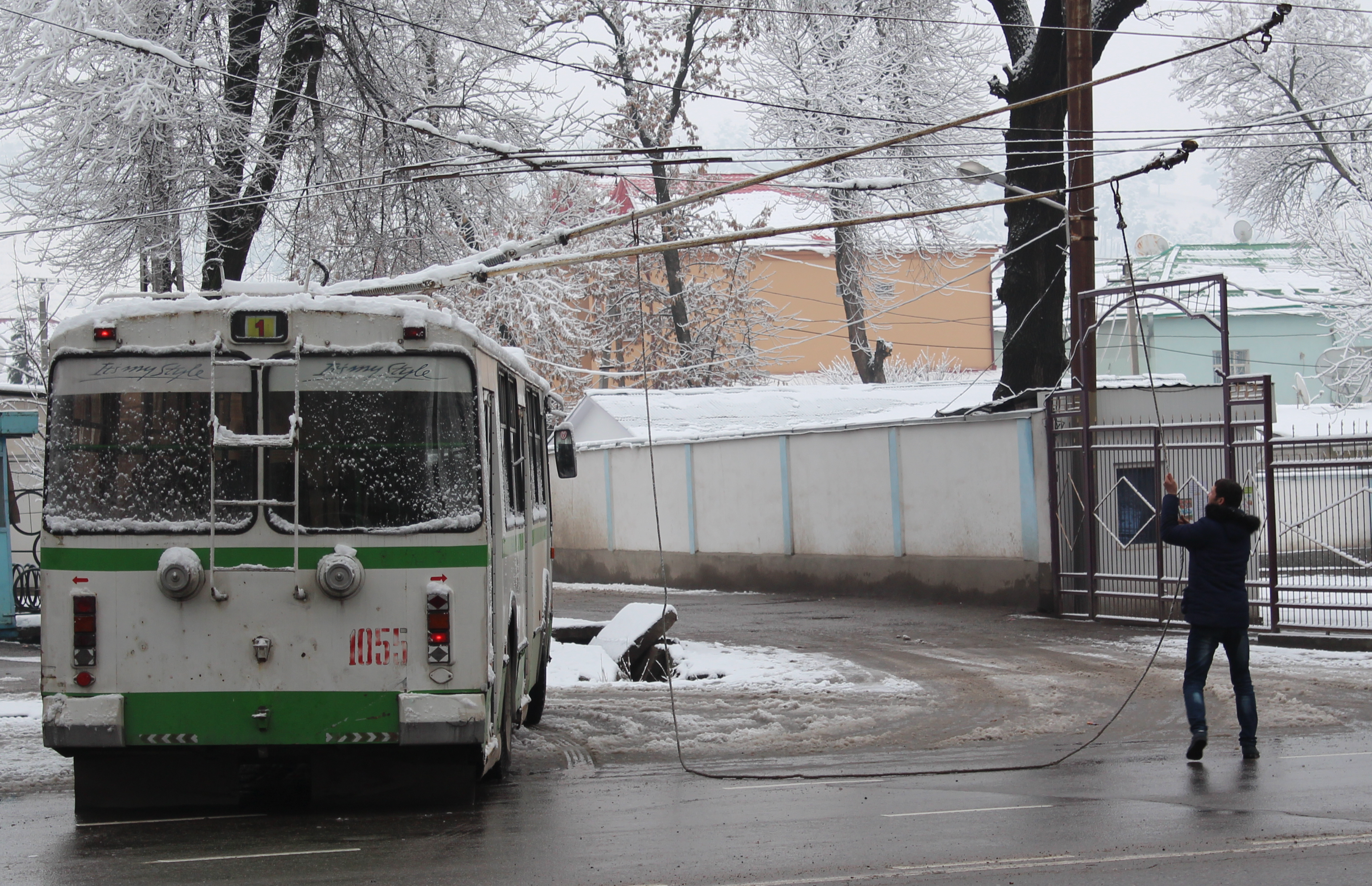
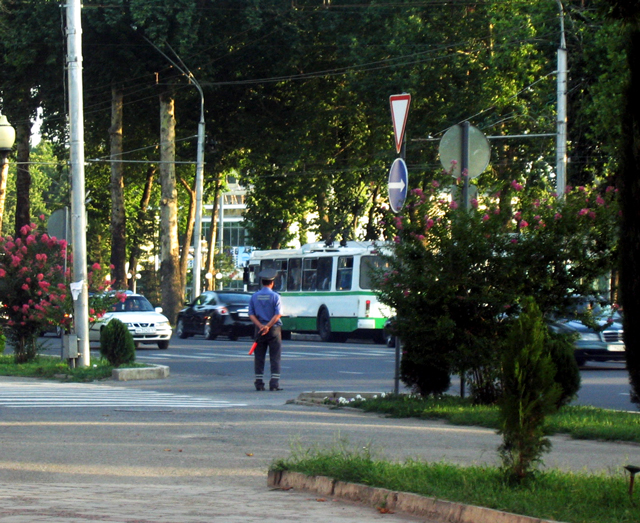
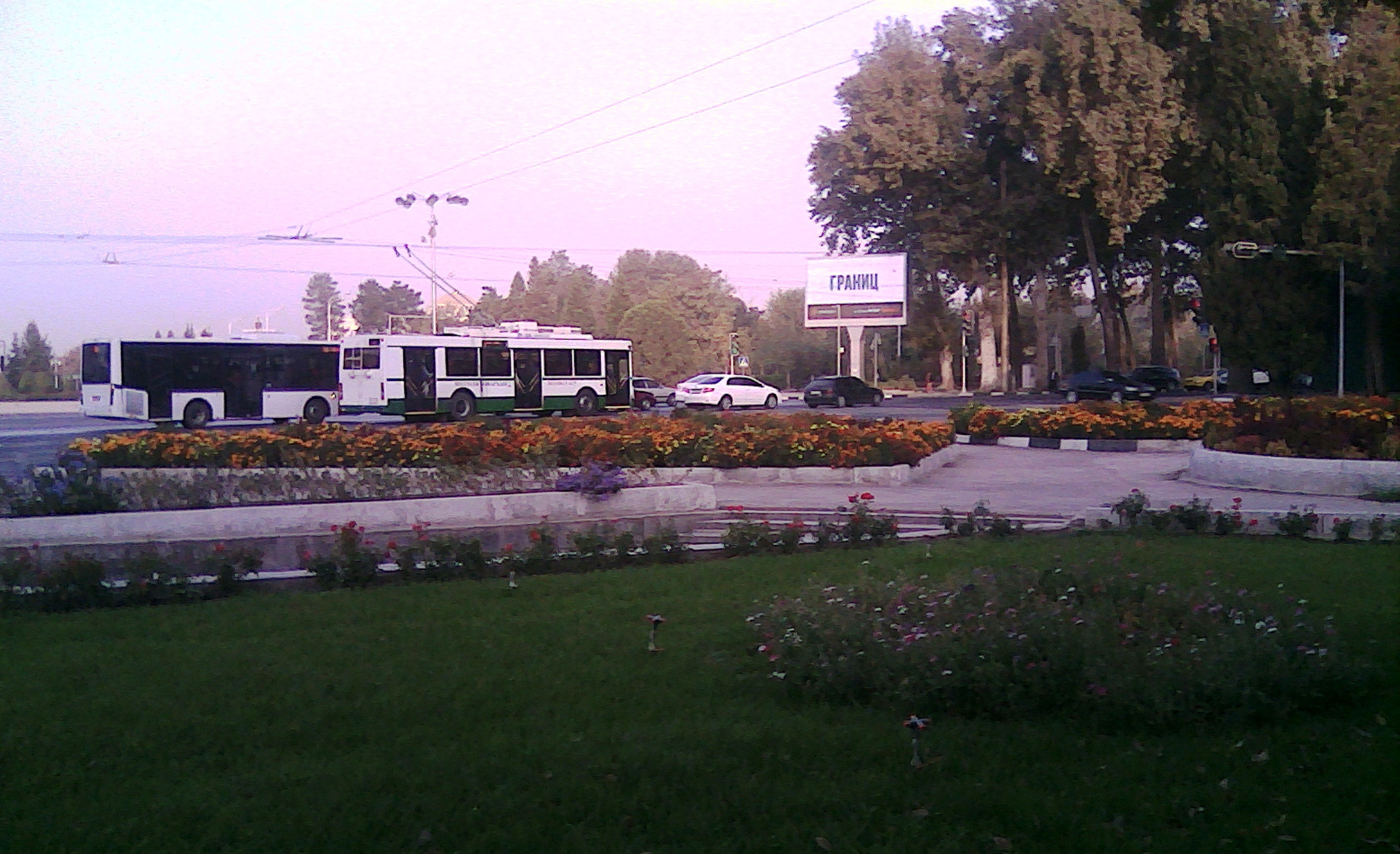
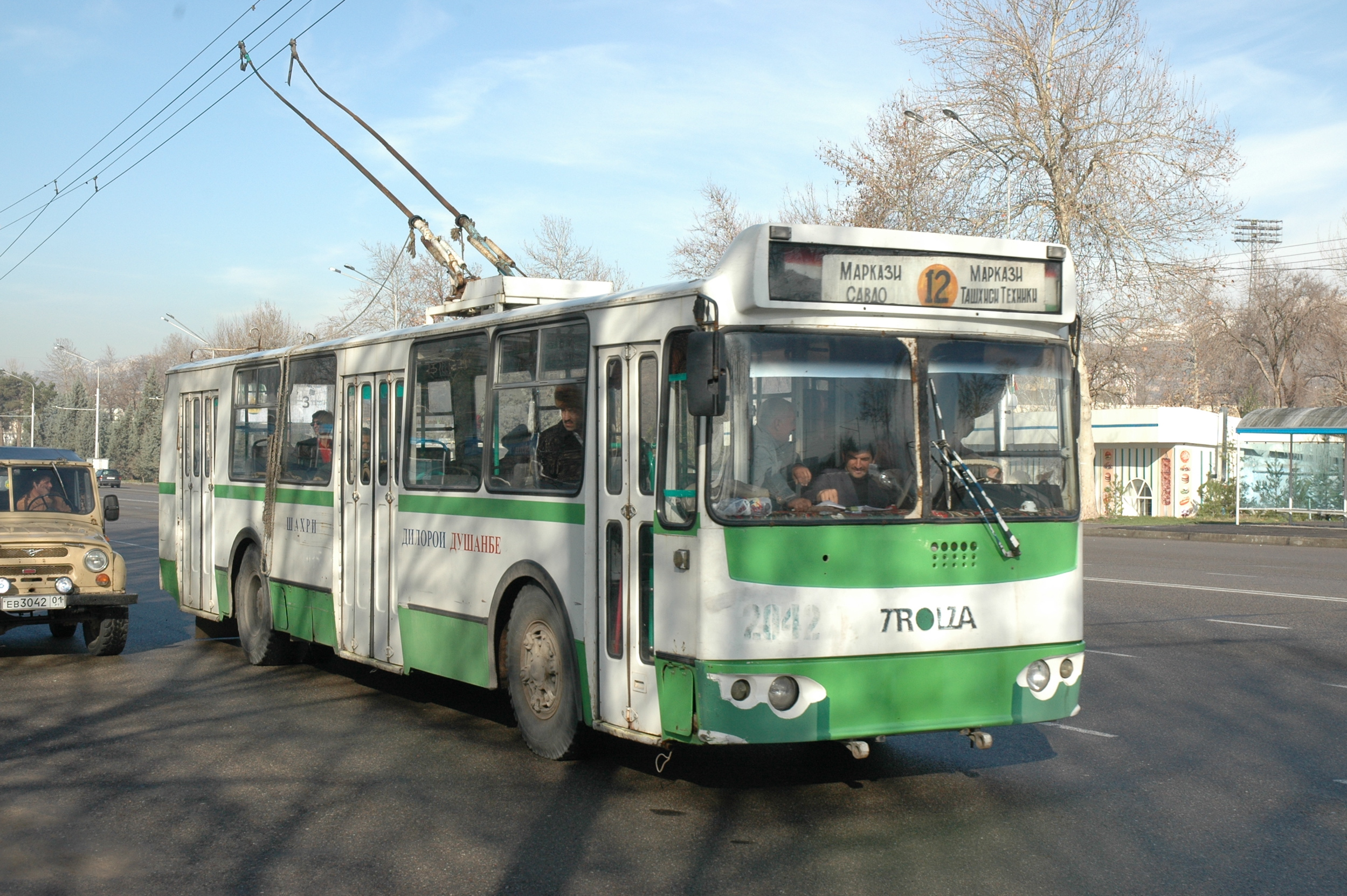
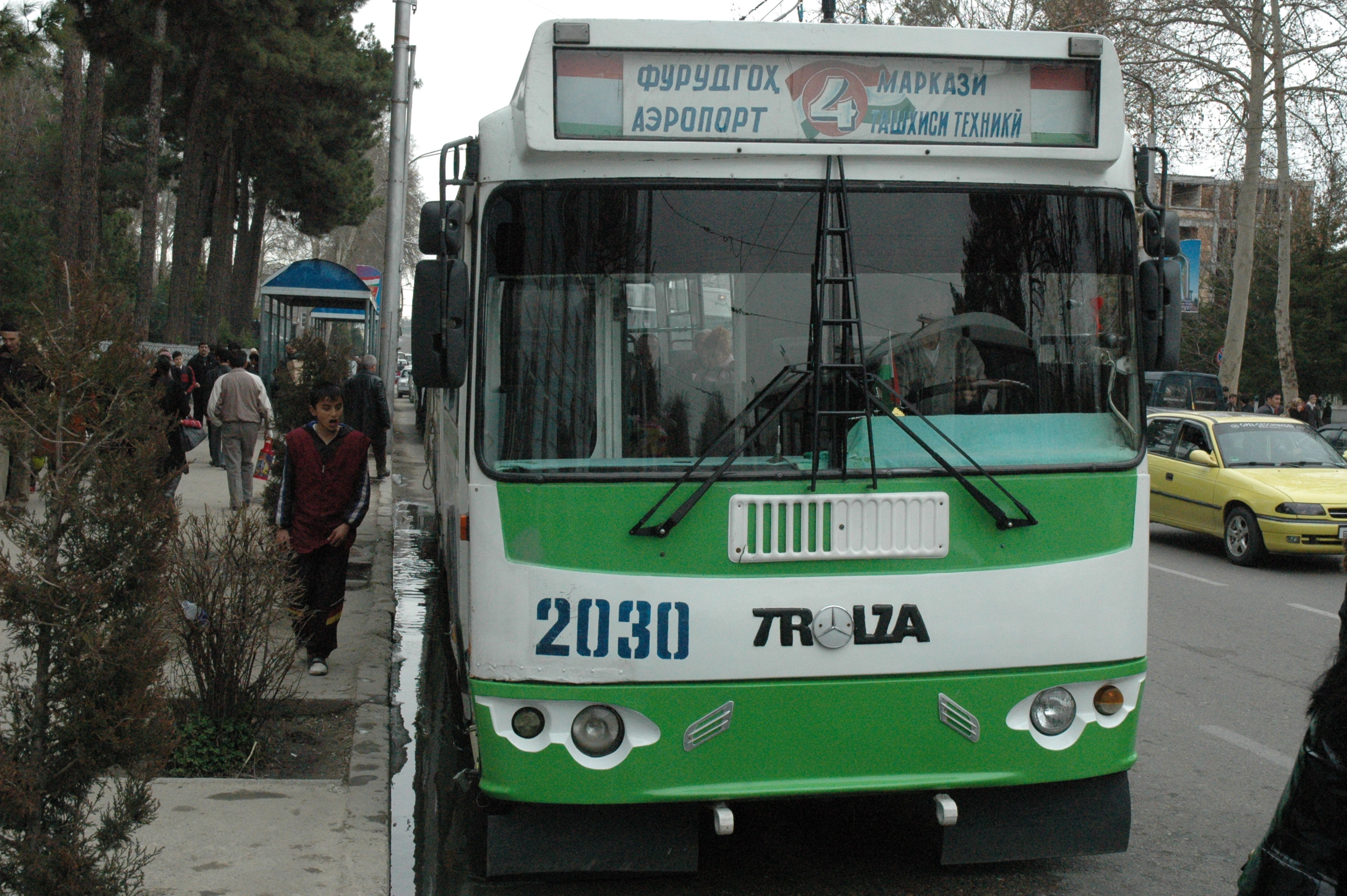
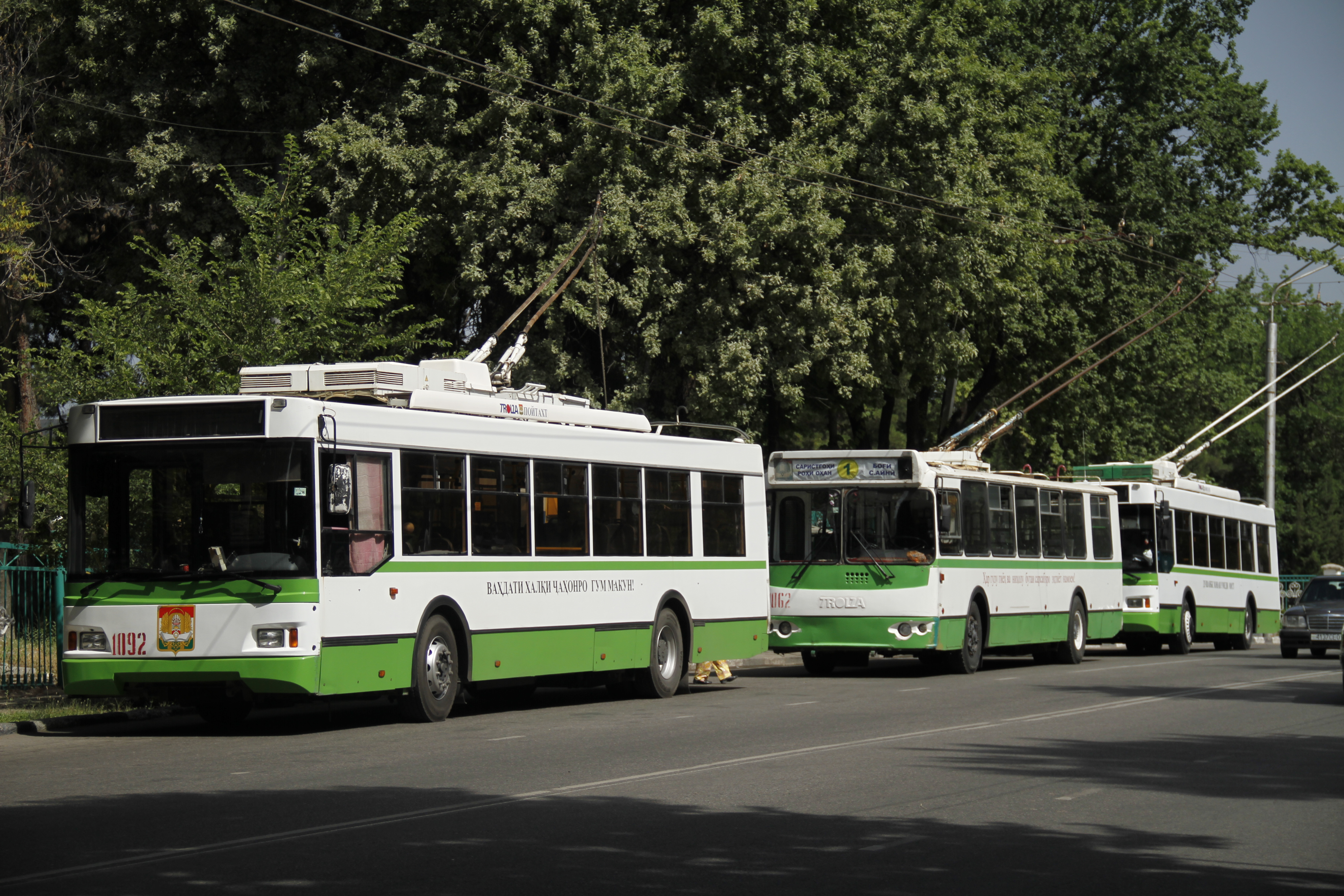
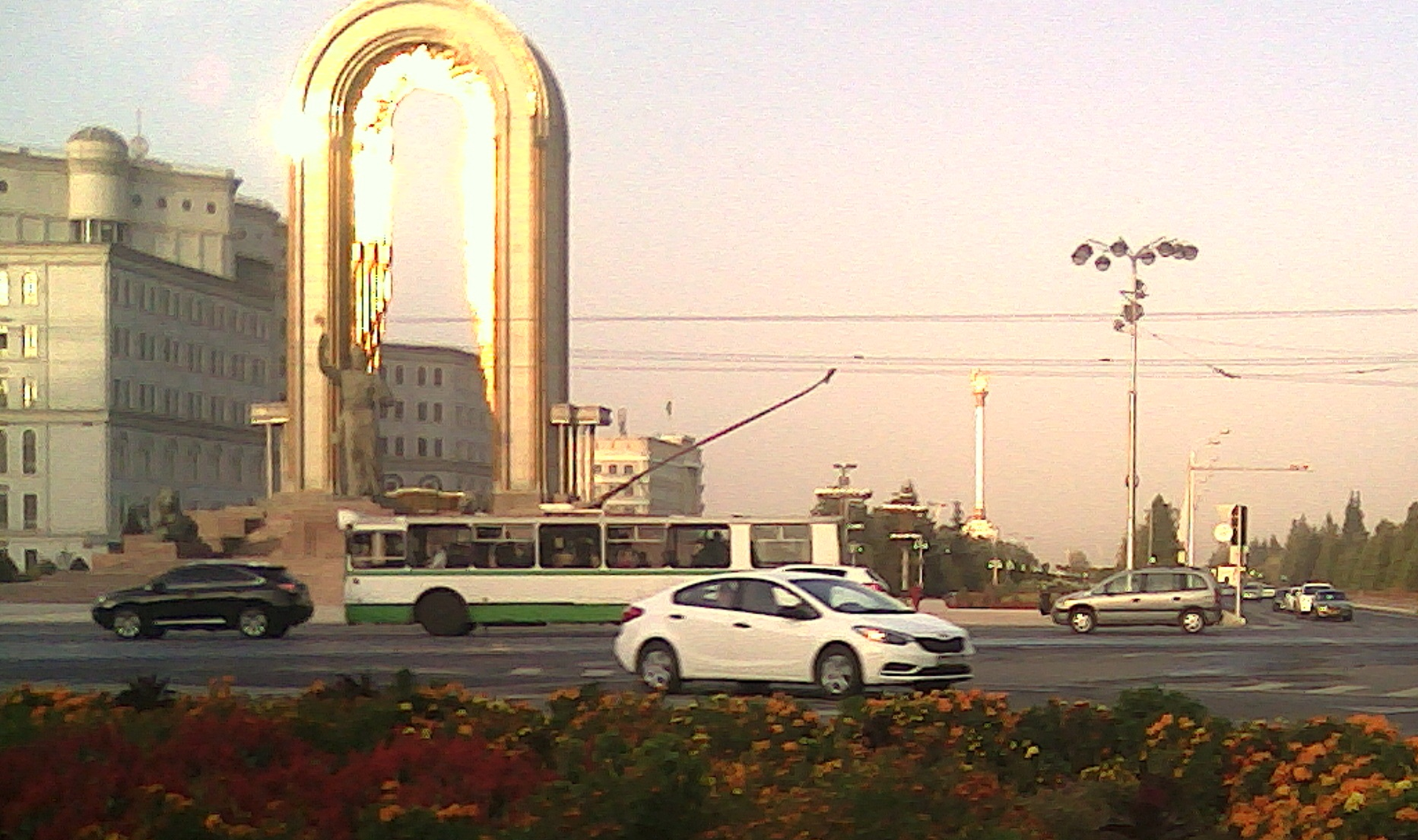

## Виноски
1. ↑  Душанбинський тролейбус на www.trolleymotion.com[недоступне посилання] (нім.)
2. ↑  Транспорт [Архівовано 2010-08-27 у Wayback Machine.] (рос.) на Офіційний сайт міста Душанбе [Архівовано 2010-08-27 у Wayback Machine.]
3. ↑  Душанбинський тролейбус на сторінці Душанбинського електротранспорту [Архівовано 9 жовтня 2011 у Wayback Machine.] на transphoto.ru («суміщений трамвайно-тролейбусний сайт») [Архівовано 24 серпня 2011 у Wayback Machine.] (рос.)
4. ↑  Климов Костянтин Важкі маршрути тролейбусів Душанбе на www.omnibus.ru [Архівовано 16 квітня 2012 у Wayback Machine.] (рос.)